# Muricopsis matildeae
Muricopsis matildeae é uma espécie de gastrópode  da família Muricidae. É endémica de São Tomé e Príncipe.